# Международный теннисный турнир в Сучжоу
Международный теннисный турнир в Сучжоу — профессиональный женский теннисный турнир. Играется на открытых кортах с хардовым покрытием.
Теннисисток принимает спорткомплекс в городском округе Сучжоу, провинция Аньхой.

## Общая информация
В рамках программы развития женского тенниса стране национальная федерация в 2012 году организовала в провинции Аньхой соревнование протура с призовым фондом в 100 тысяч долларов. Первое соревнование прошло в октябре — следом за пекинским турниром высшей категории. Через год чемпионат был передвинут на август, а его призовой фонд вырос на четверть. В 2014 году турнир вновь сменил сроки проведения, передвинувшись на сентябрь — на самое открытие осенней китайской серии, расположенной в календаре между US Open и Итоговым турниром.

## Финалы разных лет

### Одиночный турнир
| Год  | Чемпионка         | Финалистка  | Счёт        |
| ---- | ----------------- | ----------- | ----------- |
| 2017 | Сара Эррани       | Го Ханьюй   | 6-1 6-0     |
| 2016 | Чжан Кайчжэнь     | Ван Яфань   | 4-6 6-2 6-1 |
| 2015 | Чжан Кайлинь      | Дуань Инъин | 1-6 6-3 6-4 |
| 2014 | Анна-Лена Фридзам | Дуань Инъин | 6-1 6-3     |
| 2013 | Шахар Пеер        | Чжэн Сайсай | 6-2 2-6 6-3 |
| 2012 | Се Шувэй          | Дуань Инъин | 6-2 6-2     |

### Парный турнир
| Год  | Чемпионки                     | Финалистки                  | Счёт           |
| ---- | ----------------------------- | --------------------------- | -------------- |
| 2017 | Жаклин Како Нина Стоянович    | Эри Ходзуми Мию Като        | 2-6 7-5 [10-2] |
| 2016 | Хироко Кувата Акико Омаэ      | Жаклин Како Сабина Шарипова | 6-1 6-3        |
| 2015 | Ян Чжаосюань Чжан Юйсюань     | Тянь Жань Чжан Кайлинь      | 7-6(4) 6-2     |
| 2014 | Чжань Цзиньвэй Чжуан Цзяжун   | Миса Эгути Эри Ходзуми      | 6-1 3-6 [10-7] |
| 2013 | Тимея Бабош Михаэлла Крайчек  | Хань Синьюнь Эри Ходзуми    | 6-2 6-2        |
| 2012 | Тимея Бачински Каролин Гарсия | Ян Чжаосюань Чжао Ицзин     | 7-5 6-3        |